# Bergmann–Bayard

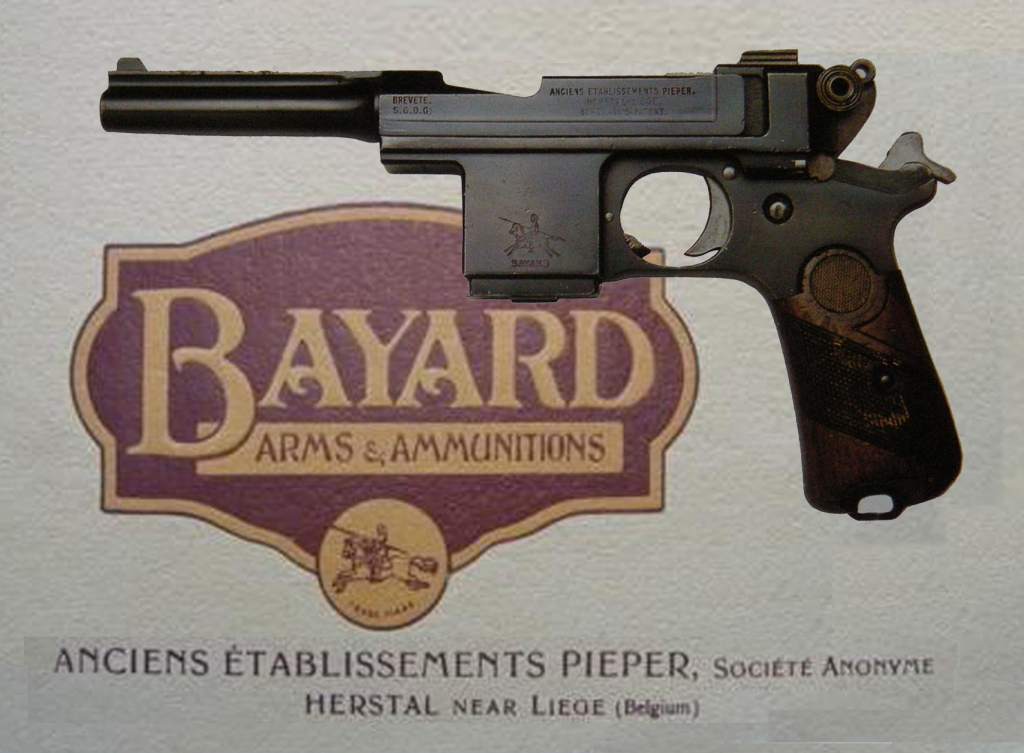
Pistol Bergmann-Bayard

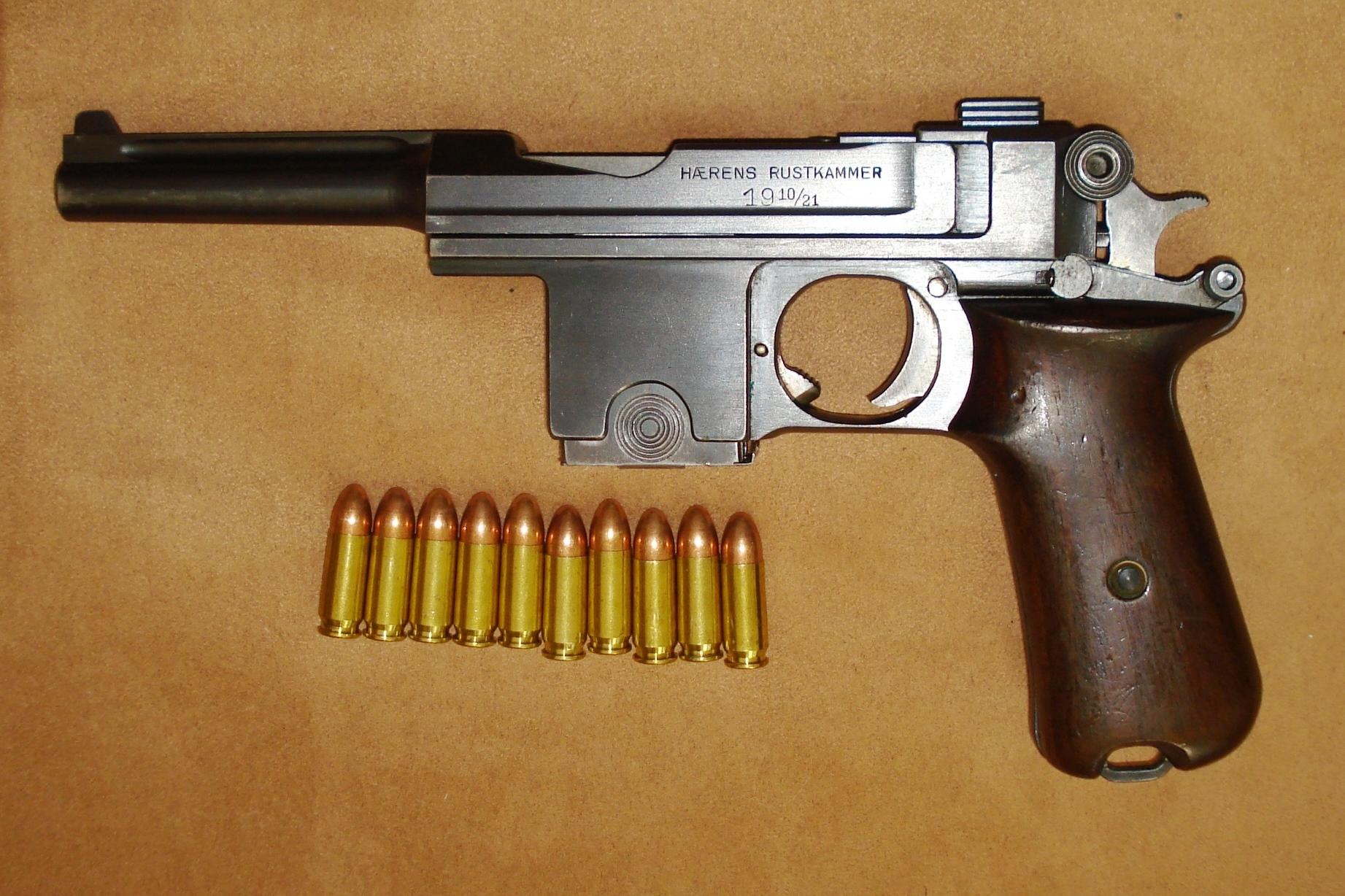
Danish 9 mm Bergmann M1910/21 pistol

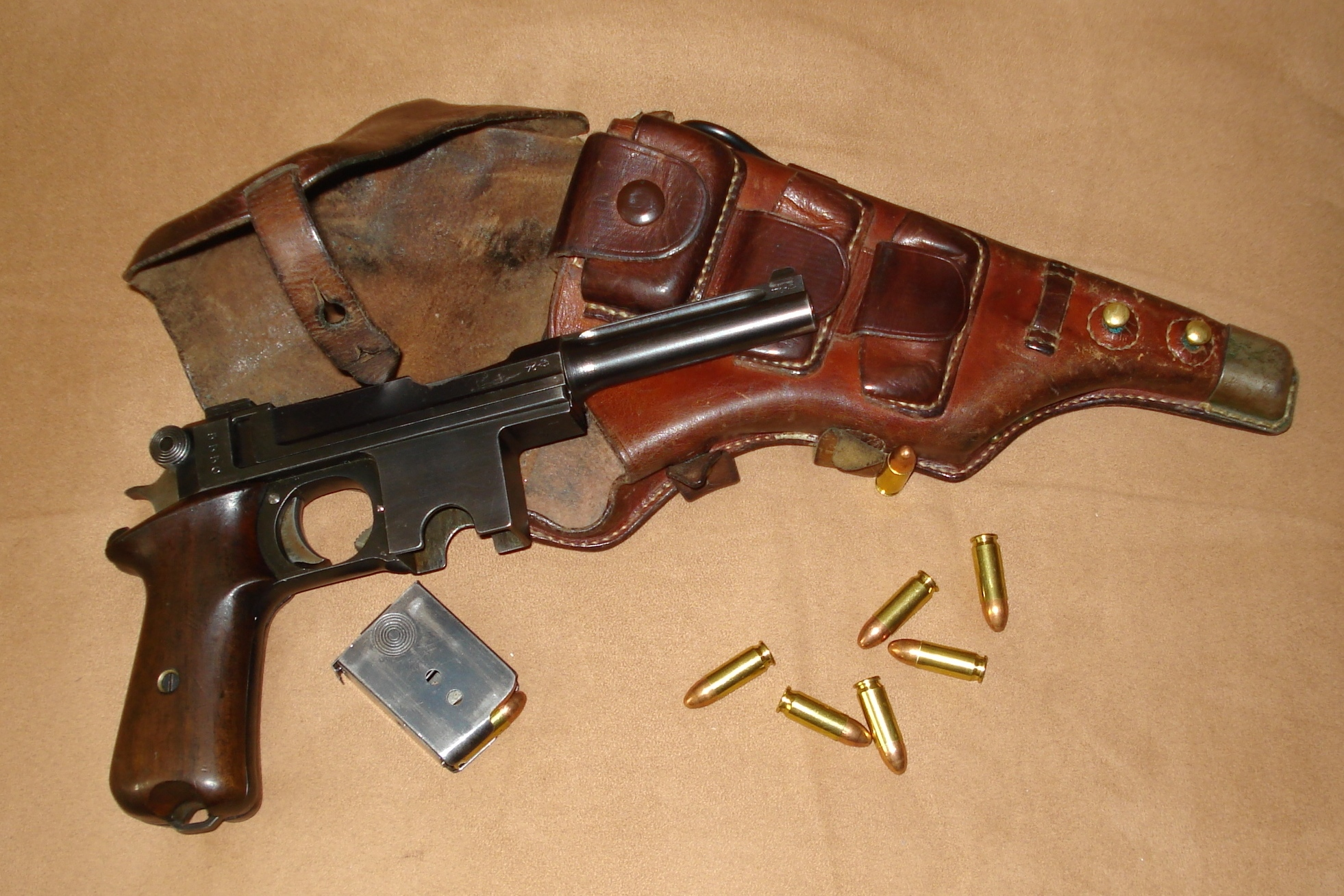
Danish 9 mm Bergmann M1910/21 pistol with military holster

Bergmann–Bayard — самозарядный пистолет под патрон 9×23 мм Ларго. Разработан Теодором Бергманном в 1901 году. Производился по немецкой лицензии в Бельгии.

## Bergmann Mars
Bergmann Mars был выпущен в 1901 году и был первым проектом Бергмана, предназначенным непосредственно для военного рынка. В связи с этим, пистолет был разработан для сравнительно мощного 9×23-миллиметрового патрона. Этот пистолет был разработан после того, как Теодор Бергманн разделил конструкторскую деятельность на два отдельных направления: разработка пистолета для гражданского рынка - Bergmann Simplex и военного пистолета - Bergmann Mars. Пистолет Bergmann Mars вызвал интерес со стороны ряда армий и пистолет был предметом нескольких сравнительных испытаний с пистолетами Mauser C96, Mannlicher, Browning и Luger. Всего было изготовлено порядка 1000 пистолетов Bergmann Mars, после чего пистолет модернизировали и он начал выпускаться под маркой Bergmann–Bayard.

## Bergmann–Bayard 1903/08
Модель пистолета 1903 была предназначена принятия на вооружение испанской армией под названием Pistola Bergmann de 9 mm. modelo 1903. 
Не найдя немецкого производителя для выполнения испанского заказа на 3000 пистолетов, Теодор Бергманн обратился к бельгийскому производителю Anciens Etablissements Pieper, выпускавший оружие под торговой маркой Bayard). Кроме выполнения испанского заказа компания Anciens Etablissements Pieper приобретает право у Bergmanns Industriewerke на изготовление пистолетов Бергманна для гражданского рынка. Так в торговом названии пистолета появилось двойное обозначение. Пистолет пошел дальнейшую модификацию и в дальнейшем проходил под обозначением Bergmann-Bayard 1908 (не путать с Bayard 1908). Характерным признаком данной модели пистолета является наличие клейма на левой стороне приёмника магазина. Клеймо представляет собой изображение скачущего на коне рыцаря и надписи BAYARD под ним. Эта модификация пистолета в испанском обозначении называлась Pistola Bergmann de 9 mm. modelo 1908. Пистолет был принят на вооружение испанскими вооружённым силами в 1908 году, однако поставка заказанных 3000 единиц оружия осуществлялась в течение последующих 2-х лет и завершилась в 1910 году.

## Bergmann–Bayard 1910/21
Модель Bergmann 1908 продавалась также на гражданском рынке в Европе. Помимо этого, производителю оружия, Anciens Etablissements Pieper, удалось заключить крупный контракт на продажу пистолета датским военным в 1910 году. По требованию заказчика в дизайн пистолета были внесено несколько изменений:
- Полукруглые вырезы по боковым нижним краям приёмника магазина для более удобного извлечения магазина;
- Рифление нижней части боковых поверхностей магазинов в виде объёмных кольцевые рисунков;
- Увеличение площади обхвата магазина;
- Была введена S-образная боевая пружина;
- Незначительное увеличение размера рукоятки.[3]

После внесённых изменений в 1910 году датские вооружённые силы заказали 4840 пистолетов новой модели. Поставки оружия Дании начались в 1911 году были и завершены в 1912 году. В дальнейшем, вплоть до начала Первой Моровой войны, компания Anciens Etablissements Pieper продолжала поставки обновленной модели пистолета Bergmann-Bayard 1910 на гражданский рынок. После начала Первой Мировой войны и оккупации Бельгии Германией Anciens Etablissements Pieper продолжала выпускать пистолеты Bergmann-Bayard 1910 для нужд немецких вооруженных сил. Производство пистолета в Бельгии было прекращено после окончания войны, лишь небольшое количество оружия было собрано из оставшихся частей.
После окончания Первой Мировой войны датским вооруженным силам нужны были новые пистолеты и запасные части к имеющимся у них пистолетам Bergmann-Bayard 1910. Однако они не смогли их получить у Anciens Etablissements Pieper. По этой причине в Дании было принято решение начать производство оружия у себя. В 1921 году датские пистолеты Bergmann–Bayard были модифицированы и получили новый индекс М1910/21. В таком виде эти пистолеты состояли на вооружении Датской армии до 1946 года.

## На вооружении
Дания

 Германская империя

 Греция

 Испания